# Oblast industriel d'Ivanovo
L'oblast industriel d'Ivanovo (en russe : Ива́новская Промы́шленная область, Ivanovskaïa Promychlennaïa oblast, abrégé en IPO) est un oblast sur le territoire de la république socialiste fédérative soviétique de Russie, qui a existé du 14 janvier 1929 au 11 mars 1936. Le centre administratif était la ville d'Ivanovo-Voznessensk (rebaptisée Ivanovo en 1932).

## Histoire
Par le décret du Présidium du Comité exécutif central panrusse « Sur la formation sur le territoire de la RSFSR d'associations administratives-territoriales d'importance régionale et régionale » du 14 janvier 1929, l'oblast industriel d'Ivanovo a été créée le 1er octobre, 1929 avec un centre dans la ville d'Ivanovo-Voznessensk, composé, comme secteur principal, des gouvernements d'Ivanovo-Voznessensk, de Vladimir, de Iaroslavl et de Kostroma.
Initialement, il était divisé en okorugs d'Alexandrovsk, de Vladimir, de Kinechma, de Kostroma, de Rybinsky, de Chouïa (au début pendant une courte période Ivanovo-Voznesensky), Iaroslavl , qui à leur tour étaient constitués de raïons,  au début, il y en avait 64 au total, puis le nombre a changé. Le 23 juillet 1930, les okrougs furent abolis et leurs raïons (60) commencèrent à être directement inclus dans la région.
Au 1er octobre 1931, l'oblast comptait 60 raïons, qui comprenaient 1 836 conseils de village, 40 villes, dont 4 désignées comme unités administratives et économiques indépendantes, des colonies de travailleurs - 21, des colonies rurales - 31 038. la superficie de la région au 01/01/1931 était de 123 080 km², la population 4 404 700 habitants, dont 1 202 000 habitants urbains (27, 3 %), la densité de population - 35,8 habitants/km². Composition nationale : Russes  - 99,2 %. Les grandes localitésétaient également :
- Ville de Kinechma  - 50 095 habitants.
- Ville de Chouïa  - 44 882 habitants.
- Ville de Vladimir  - 42 210 habitants.
- Ville de Kovrov  - 40 950 habitants.
- Ville de Vitchouga  - 33 138 habitants.
- Ville de Sereda  - 25 978 habitants.
- Commune urbaine de Gous-Khroustalny  - 25 525 habitants.
- Ville de Viazniki  - 24 054 habitants.
- Ville de Rostov  - 23 305 habitants.

En 1932, dans la ville de Vitchouga, il y a eu une grève et une émeute de travailleurs mécontents de la forte réduction des normes de rationnement alimentaire pour le pain. Les grévistes, s'étant emparés du bâtiment du comité municipal du parti, de l'OGPU et de la poste, ont annoncé le renversement du pouvoir soviétique. Des troupes furent envoyées pour réprimer la rébellion ; pendant les combats, plusieurs centaines d'ouvriers furent tués.
Le 20 juillet 1934, les villages de Gontchary et Povalikhino du raïon de Gorokhovetsk ont été transférés au raïon de Fomino du kraï de Gorki. Le 2 mars 1935, le village de Gous-Jelezny, raïon de Melenkovo , a été transféré au district de Kassimov de l'oblast de Moscou.
Le 11 mars 1936, l'oblast industriel d'Ivanovo fut divisée en oblats de Iaroslavl et d'Ivanovo (en août 1944, les oblats de Kostroma et de Vladimir furent séparées de l'oblast d'Ivanovo). La plupart des hauts fonctionnaires de l'oblast industriel d'Ivanovo ont été fusillés en 1937-1938.

## Dirigeants
Présidents du Comité exécutif du Conseil régional industriel d'Ivanovo
- 1929 - Juin 1931 : Andreï Vassilievitch Grinevitch
- Juin 1931 - 1933 : Nikolaï Afanassievitch Koubiak
- Janvier 1935 - Mars 1936 : Sergueï Petrovitch Agueïev

Premiers secrétaires du Comité régional industriel d'Ivanovo du Parti communiste des bolcheviks de toute l'Union
- 1929 - Janvier 1932 : Nikolaï Nikolaïevitch Kolotilov
- Janvier  1932 - 11 mars 1936 : Ivan Petrovitch Nossov